# Эз-Заур (Ахмади)
Эз-За́ур (араб. الزور‎) — портовый город в Кувейте у одноимённого мыса на побережье Персидского залива, примерно в 90 километрах к юго-востоку от столицы Эль-Кувейт, близ границы с Саудовской Аравией. В Эз-Заур находится тепловая электростанция. Компания Kuwait Integrated Petroleum Industries Company (KIPIC), подразделение Kuwait Petroleum Corporation строит нефтеперерабатывающий завод «Эз-Заур» производительностью 615 000 баррелей в сутки, для производства мазута для нужд электростанций, а также дизельного и авиационного топлив, керосина и нафты. В марте 2016 года компания Hyundai Engineering and Construction получила контракт на строительство терминала для ввоза сжиженного природного газа в Эз-Заур (на сумму 1,52 млрд долларов США).
Создан национальный парк «Мыс Эз-Заур».
В 1957 году в Нейтральной зоне, в районе Эз-Заур американская компания Getty Oil построила завод по прямой перегонке нефти мощностью 2,5 млн тонн и установку для производства бензина. Порт Мина-Сауд (Мина-Сууд, Мина-эз-Зор, ميناء الزور‎, ميناء سعود الكبير‎) был построен в 1977 году кувейтской компанией Kuwait Oil Company и американскими компаниями Getty Oil и Aminoil специально для экспорта кувейтской части нефти, добываемой в Нейтральной зоне.